# Casiomys
Casiomys is een geslacht van zoogdieren uit de familie van de Cricetidae. De wetenschappelijke naam van het geslacht werd in 2024 gepubliceerd door Robert S. Voss. Voorheen werden de soorten tot het geslacht Handleyomys gerekend.

## Soorten
Er worden 7 soorten in dit geslacht geplaatst:
- Casiomys alfaroi (Mexico tot Ecuador)
- Casiomys chapmani (bergen van Mexico)
- Casiomys guerrerensis (Guerrero)
- Casiomys melanotis (laaglanden van Mexico)
- Casiomys rhabdops (bergen van Zuid-Mexico en Guatemala)
- Casiomys rostratus (Mexico tot Nicaragua)
- Casiomys saturatior (bergen van Zuid-Mexico tot Nicaragua)

Aegialomys · Amphinectomys · Casiomys · Cerradomys · Drymoreomys · Eremoryzomys · Euryoryzomys · Handleyomys · Holochilus · Hylaeamys · Lundomys · Megalomys · Megaoryzomys · Melanomys · Microakodontomys · Microryzomys · Mindomys · Neacomys · Nectomys · Nephelomys · Nesoryzomys · Noronhomys · Oecomys · Oligoryzomys · Oreoryzomys · Oryzomys · Pattonimus · Pennatomys † · Pseudoryzomys · Scolomys · Sigmodontomys · Sooretamys · Tanyuromys · Transandinomys · Zygodontomys